# قله کیزلاسوف
قله کیزلاسوف (انگلیسی: Kyzlasov Peak) یک قله در خاکاسیای کشور روسیه است.